# Sankuru (province)
Pour le cours d'eau du même nom, voir Sankuru (rivière).
La province du Sankuru est une province de république démocratique du Congo créée en 2015 à la suite de l'éclatement de la province historique du Kasaï-Oriental.

## Géographie
La province est située tout entière dans la dépression de la cuvette centrale. La forêt équatoriale est parsemée de clairières qui forment une savane arbustive. Située au centre du pays, elle est limitrophe de 7 provinces congolaises. 
|               | Tshuapa        | Tshopo  |
| Kasaï         | Sankuru        | Maniema |
| Kasaï central | Kasaï oriental | Lomami  |

## Histoire
C'est de cette région que proviennent les Tetela dont il fut beaucoup questions durant les premières années de l'État indépendant du Congo lors de leur révolte à Kananga en 1895.

## Subdivisions
En 2015, la province compte : 1 ville, 6 territoires, 4 communes urbaines, 5 communes rurales, 40 secteurs, 2 chefferies et 398 groupements.

## Territoires
La province du Sankuru est composée de six territoires : Katako-Kombe, Kole, Lodja, Lomela, Lubefu, Lusambo.
| Subdivision                | Chef-lieu    | Superficie (km²) | Population (2016) |
| -------------------------- | ------------ | ---------------- | ----------------- |
| Territoire de Katako-Kombe | Katako-Kombe | 25 949           | 983 892           |
| Territoire de Kole         | Kole         | 16 192           | 844 285           |
| Territoire de Lodja        | Lodja        | 12 054           | 697 345           |
| Territoire de Lomela       | Lomela       | 26 346           | 326 676           |
| Territoire de Lubefu       | Lubefu       | 12 229           | 336 434           |
| Territoire de Lusambo      | Lusambo      | 16 508           | 1 174 104         |